# やんやんマチコ
やんやんマチコは、カナバングラフィックス制作のWebアニメ。東京国際アニメフェア2009で予告編が公開された。

## 概要
ヒツジの女の子「マチコ」とシャンゼリゼ商店街の仲間たちとの日常を描いたほっこり癒し系アニメ。

## スタッフ
- 原作：西村朋子
- 監督：富岡聡、西村朋子
- 脚本/絵コンテ/動画コンテ/アニメーション監督：富岡聡
- キャラクターデザイン/背景デザイン/美術監督：西村朋子
- 美術設定：西村朋子、宮崎あぐり、福島千智、田川杏美、関厚人、古部満敬、小野寺瞬、フロリアン・ピエント
- CG制作：西村朋子、太田洋康、南敬介、江坂益代、浦上真輝、古部満敬、渡辺祥二郎、フロリアン・ピエント、関厚人、田川杏美、福島千智、小野寺瞬
- キャスティング：ネルケプランニング、田中貴子、野上祥子
- 録音：デルファイサウンド、鈴木裕幸、早野利宏
- アフレコ演出：石橋利香
- 音楽/音響制作：上野大典
- アシスタントマネージャー：勝又郁乃、稲益彩香
- プロダクションマネージャー：山崎智美
- プロデューサー：富岡聡
- 製作：カナバングラフィックス

## 登場人物
マチコ
声：藤田陽子
本作の主人公。京都出身の二十歳の夢見る乙女。シャンゼリゼ商店街のアパートで暮らしている。手作りマカロンを屋台で売って生活しており、自分の身の丈にあった暮らしをしている。
アグリ
声：佐藤真弓
マチコの隣の部屋に引っ越して来た女の子。すばしこくてとても身軽なリス。はしごを使ってマチコの部屋に遊びに来る。収集癖があり、色んなところに出かけては、物を集めてくる。リメイクが得意。マチコは「アグー」と呼んでる。
マモル
声：大倉孝二
マチコが住むアパート「クロール荘」の大家。ちょっと欲張りで家賃アップを企てている。一階のコンビニ「ドーベルマン」の店主もしている。
セーラ
声：安元洋貴
マチコと仲がいいお姉さん（?）。シャンゼリゼ商店街でよく買い物をしている。
ソリーヌ
声：前田剛
第1話「ボーボーやん?」にてテレビで流れるエステのCM。
ジョージ
声：小山力也
CMなどで出てくるハリウッドスター。代表作は「マイアミウェポンX」。
モモコ
声：佐津川愛美
桃丹デパートの社長令嬢。時々マチコの店に遊びにやってくる。自分にあった可愛い物が大好きな女の子。

## エピソード
1話150秒。
- 第1話「ボーボーやん?」（2009年12月25日配信）
- 第2話「モコモコやん?」（2010年9月15日配信）
- 第3話「ゲッチューやん?」（DVD１に収録/2012年11月17日～2012年11月25日、2014年8月15日～24日配信）
- ジョリーナジョリーンX（DVD１に収録）
- マチコのフラフープと体操（DVD１に収録）
- アグリの紹介（2012年3月12日配信）
- 第4話「ヒラヒラやん?」（2012年3月30日配信）
- 第5話「キラキラやん?」（2012年7月13日配信）
- 第6話「新メニューやん?」（DVD２に収録）
- やんやんマチコらったったー♪（DVD２に収録/2013年11月8日～2013年11月14日配信/一部映像のみ2012年11月26日配信）
- 第7話「ユラユラやん?」（2013年4月19日配信）
- 第8話「ポトポトやん?」（2013年8月16日配信）
- 第9話「アミアミやん?」（DVD３に収録）
- やんやんマチコらったったー♪ Ver.2（DVD３に収録/一部映像のみ2014年2月7日配信）
- 第10話「フレーフレーやん?」（2014年8月29日配信）
- 第11話「ハートのマカロンやん?」（2015年8月20日配信）